# LFP Manager 08
LFP Manager 08 (FIFA Manager 08) est un jeu vidéo de gestion sportive dans le domaine du football sorti sur PC en 2007.

## Accueil
- Jeuxvideo.com : 15/20[1]